# Borovo (Kriva Palanka)
Borovo es un pueblo ubicado en el municipio de Kriva Palanka, en Macedonia del Norte.

## Superficie
Posee una superficie de 7,395 kilómetros cuadrados.

## Demografía
Hasta 2021 la población era de 21 habitantes, con una densidad de población de 2,840 habitantes por kilómetro cuadrado.